# Down voor dummies
Down voor Dummies is een Nederlandse televisieserie dat uitgezonden wordt op NPO 1. De televisieserie wordt gepresenteerd door Chris Zegers. Het eerste seizoen was de presentatie in handen van Barry Atsma. De broer van Atsma, Rimmert, heeft het syndroom van Down, alleen kan zijn broer niet vertellen hoe het is om daar mee te leven. Daarom volgt Barry Atsma drie dames die het syndroom van Down hebben.
De reden dat Barry Atsma dit programma maakt is niet alleen omdat zijn broer Rimmert ook het syndroom van Down heeft. Het is namelijk sinds 1 januari 2014 mogelijk om tijdens de zwangerschap er al achter te komen of het kindje het syndroom van Down heeft. Vanaf de 10e week kan de niet-invasieve prenatale test (NIPT) uitgevoerd worden. Met die test kan bijna 100% worden vastgesteld of de foetus het syndroom van Down heeft. Hierdoor kunnen aanstaande ouders dus ervoor kiezen om het kindje te houden of abortus te laten plegen. Barry Atsma heeft het idee dat er daardoor steeds minder baby's zullen worden geboren met het syndroom van Down.

## Rolverdeling
| Personage   | Rol                                                 | Aflevering |
| ----------- | --------------------------------------------------- | ---------- |
| Barry Atsma | Presentator en interviewer                          | alle       |
| Britt       | Britt Stolker, 26 jaar                              | alle       |
| Sara        | Sara Louise van Ketel, 26 jaar                      | alle       |
| Lize        | Lize Weerdenburg, 26 jaar                           | alle       |
| Ruben       | Ruben Herschberg is al twee jaar de vriend van Lize | 1, 2, 3    |
| Jan         | Jan is de vader van Lize                            | 3,4,       |
| Maria       | Maria is de moeder van Lize                         | 3,4,       |
| Gerda       | Gerda is de moeder van Britt                        | 2,3,4      |
| Willem      | Willem is de vader van Britt                        | 4,         |
| Jarno       | Jarno is de broer van Britt                         | 2,4,       |
| Romy        | Romy is de vriendin van de broer van Britt          | 2,4,       |
| Miles       | Miles is de nieuwe vriend van Britt                 | 3,4        |
| Arjen       | Arjen is de vader van Sara                          | 3          |
| Leonie      | Leonie is de moeder van Sara                        | 3          |

## Media
Op 28 augustus 2014 heeft Lize een audiogesprek gehad met de Coen en Sander show van 3FM Serieus Radio. Op  4 september 2014 mochten Lize, Britt en Sara een uur lang meedoen met de Coen en Sander show.

## Kijkcijfers en afleveringen
| Aflevering | Uitzenddatum      | Kijkcijfers |
| ---------- | ----------------- | ----------- |
| 1          | 7 augustus 2014   | 794.000     |
| 2          | 14 augustus 2014  | 762.000     |
| 3          | 21 augustus 2014  | 865.000     |
| 4          | 28 augustus 2014  | 589.000     |
| 5          | 4 september 2014  | 688.000     |
| 6          | 11 september 2014 | 617.000     |
| 7          | 18 september 2014 | 551.000     |
| 8          | 25 september 2014 | 851.000     |